# Abang-Mindi
Pour les articles homonymes, voir Abang.
Abang-Mindi est un village de la région du Centre au Cameroun, localisé dans l'arrondissement (commune) de Bikok et le département de la Méfou-et-Akono. À 18 km de Mbalmayo et à 60 km de Yaoundé, la capitale du Cameroun.

## Population
En 1965 Abang-Mindi comptait 723 habitants, principalement des Etenga.
Lors du recensement de 2005, ce nombre s'élevait à 746.